# Procol Harum
Procol Harum este o formație britanică de muzică rock, fondată la sfârșitul anilor '60, care a contribuit la dezvoltarea rockului progresiv și a rockului simfonic. Cea mai cunoscută înregistrare a lor este single-ul din 1967, „A Whiter Shade of Pale”. Deși cunoscută pentru influențele de muzică clasică (cel mai notabil de la compozitorul german Johann Sebastian Bach), Procol Harum a abordat și genuri ca blues sau pop de-a lungul carierei lor muzicale. Conform website-ului Encyclopædia Britannica (i.e., versiunea online a enciclopediei britanice), formația a avut o contribuție semnificativă în cadrul genului art rock de asemenea. După decesul frontman-ului (i.e., liderului) formației, cântărețul-cantautor claviaturist/pianist Gary Brooker din 2022, formația și-a încetat activitatea muzicală.

## Membrii

### Foști membrii
- Gary Brooker (1945–2022)
- Geoff Dunn (n. 1961)
- Matt Pegg (n. 1971)
- Josh Phillips (n. 1962)
- Geoff Whitehorn (n. 1951)
- Keith Reid (n. 1946)
- Dave Ball (n. 1950)
- Dave Bronze (n. 1952)
- Mark Brzezicki (n. 1957)
- Alan Cartwright (n. 1945)
- Chris Copping (n. 1945)
- Matthew Fisher (n. 1946)
- Mick Grabham (n. 1948)
- Bobby Harrison (n. 1939)
- David Knights (n. 1945)
- Dee Murray (1946-1992)
- Ray Royer
- Pete Solley (n. 1948)
- Don Snow (n. 1957)
- Robin Trower (n. 1945)
- B.J. Wilson (1947-1990)

## Discografie
Albume de studio
- Procol Harum (1967)
- Shine on Brightly (1968)
- A Salty Dog (1969)
- Home (1970)
- Broken Barricades (1971)
- Grand Hotel (1973)
- Exotic Birds and Fruit (1974)
- Procol's Ninth (1975)
- Something Magic (1977)
- The Prodigal Stranger (1991)
- The Well's on Fire (2003)[2]
- Novum (2022)